# 아서 에드먼드 캐어웨

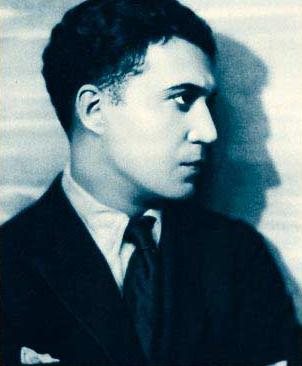

아서 에드먼드 캐어웨(Arthur Edmund Carewe, 1884년 12월 30일 ~ 1937년 4월 22일)는 미국의 배우, 연극 배우이다.
튀르키예의 트라브존에서 태어났으며 샌타모니카에서 사망하였다. 사인은 총상이다.

## 영화
- 밀랍 박물관의 미스테리 (1933년)
- 스윗 키티 벨라스 (1930년)
- 라이프 오브 더 파티 (1930년)
- 고양이와 카나리아 (1927년) - 해리 블라이스 역
- 오페라의 유령 (1925년)